# カルニオディスクス
カルニオディスクス（学名: Charniodiscus）は、エディアカラ紀の化石生物の一種である。砂地の海底に固着し、濾過摂食を行っていたと考えられている。

## 特徴
カルニオディスクスは器官として付着根、茎部、葉状体を有する。付着根の形状は球根状で、茎部はしなやかである。葉状体には体節があり、先端は尖っていた。カルニオディスクスには2つの生活形があったとされる。一つは茎部が短く葉状体が肥大した形、もう一つは茎部が長く、小さな葉状体が付着根から約 50cm の高さに位置する生活形である。形態は刺胞動物のウミエラ類に似ているが、現生の動物界の外に位置する系統であると考えられている。
種は葉状体の体節数で区別される。末端の突起の有無や、各部の比率は分類形質でない。
2022年の研究では、カルニオディスクスの葉状体は円錐形をしており、複数の「葉」を折り畳んでいたと考えられるようになった。従来復元されていたような、平たい葉状体を持つものはArboreaという別属に分類される。

## 分布
カルニオディスクスの化石はイギリスのチャーンウッドの森で初めて発見され、1958年にトレバー・D・フォードによって命名された。Charniodiscus concentricus という学名は、フォードが記載したものが本種の付着根のみであり、それが二重の同心円（concentic）構造から成っていたことに由来している。後に葉状体が Charnia masoni として発見されたが、これも本属に近縁な生物の一部分であることが明らかとなった。チャルニアは葉状体の分岐構造がカルニオディスクスと異なる。
カルニオディスクスの標本は、世界中の約5億6500万年前-5億5500万年前の地層から得られている。